# Riccia curtisii
Riccia curtisii là một loài rêu trong họ Ricciaceae. Loài này được (Austin) Austin mô tả khoa học đầu tiên năm 1879.